# Biferno
A Biferno (az ókorban Tifernus latin néven volt ismert) egy olaszországi folyó Molise régióban. Bojano község területén, több kisebb, a Matese-hegységből eredő patak összefolyásával keletkezik. Átszeli Campobasso megyét, majd Termoli mellett az Adriai-tengerbe ömlik. Mellékfolyói: Cervato, Ceruntoli, Lattuni, Cigno, Oratino, Ingotta, Rio Vivo, Rivolo és Tortore.
Az 1960-as években létesült a folyón a mesterséges Guardialfiera-tó.